# Îlots des Monastères
Les îlots des Monastères (portugais : ilhéus dos Mosteiros) sont un petit groupe d'îlots situés près de la côte ouest de l'île de São Miguel, aux Açores, au Portugal. 

## Description
Il s'agit d'un ensemble de quatre îlots volcaniques situés à 800 mètres de la côte. L'îlot le plus grand culmine à 72 m d'altitude.
Les îlots des Monastères sont rattachés administrativement à Mosteiros (pt), freguesia du concelho de Ponta Delgada.